# Hertekamp
Hertekamp oder Hertekamp-Magniflex war ein belgisches Radsportteam im Straßenradsport, welches von 1970 bis 1973 bestand. Nicht zu verwechseln mit den Teams Goldor-Hertekamp und Van Cauter-Magniflex-de Gribaldy. Von 1974 bis 1988 startete das Team im Cyclocross.

## Geschichte
Das Team wurde 1970 unter der Leitung von Florent Van Varenbergh gegründet. Im ersten Jahr wurden neben den Siegen zweite Plätze  beim Großen Preis des Kantons Aargau und beim Omloop van de Fruitstreek, dritte Plätze beim Scheldeprijs und der Tour du Condroz erzielt. Das erfolgreichste Jahr war 1971, wobei neben den Siegen bei der Tour de Suisse und bei Paris-Tours auch zweite Plätze bei Tirreno-Adriatico, bei der Flandern-Rundfahrt, bei Lüttich-Bastogne-Lüttich, bei der Coppa Agostoni, beim Kampioenschap van Vlaanderen und beim E3-Prijs Vlaanderen errungen wurden. 1972 wurden außer einem vierten Platz beim Kampioenschap van Vlaanderen, einem fünften Platz beim Nationale Sluitingsprijs und einem sechsten Platz beim Grote Prijs Stad Zottegem keine weiteren nennenswerte Erfolge erreicht. 1973 waren der zweite Platz bei Le Samyn, Platz 4 beim Scheldeprijs und fünfte Plätze beim Circuit des Frontières und bei Druivenkoers Overijse die besten Ergebnisse. Nach der Saison 1973 wechselte das Team die Disziplin vom Straßenradsport zum Cyclocross und bestand bis 1978.

## Erfolge
1970
- eine Etappe Vuelta a España
- Kampioenschap van Vlaanderen
- Grand Prix de Fourmies
- Omloop van Oost-Vlaanderen
- Omloop van de Westhoek
- eine Etappe Tirreno–Adriatico
- eine Etappe Giro di Sardegna

1971
- Gesamtwertung und eine Etappe Tour de Suisse
- Paris-Tours
- Gent-Wevelgem
- Mailand-Turin
- Brüssel-Ingooigem
- Circuit des Frontières
- Druivenkoers Overijse
- Omloop der Zennevallei
- eine Etappe Tour d’Indre-et-Loire

## Grand-Tour-Platzierungen
| Grand Tour            | 1970 |
| --------------------- | ---- |
| Vuelta a EspañaVuelta | 54   |

### Monumente-des-Radsports-Platzierungen
| Monument                 | 1970 | 1971 | 1972 | 1973 |
| ------------------------ | ---- | ---- | ---- | ---- |
| Mailand–Sanremo          | 13   | 16   | –    | –    |
| Flandern-Rundfahrt       | 17   | 2    | 44   | 21   |
| Paris–Roubaix            | 22   | 10   | –    | –    |
| Lüttich–Bastogne–Lüttich | –    | 2    | –    | 17   |
| Lombardei-Rundfahrt      | 19   | 5    | –    | –    |

## Bekannte Fahrer
- Noël Van Clooster (1970–1971)
- Theo Verschueren (1970–1971)
- Willy De Geest (1970–1972)
- Georges Pintens (1971)
- Rik Van Linden (1971)
- Marcel Maes (1972–1973)
- Wilfried Wesemael (1973)